# Banz (Papouasie-Nouvelle-Guinée)
Pour les articles homonymes, voir Banz.
Banz est une ville de Papouasie-Nouvelle-Guinée, capitale de la région de Jiwaka.